# 布羅希龍屬
布羅希龍屬（學名：Brohisaurus）是蜥腳下目巨龙形类恐龍的一屬，生存於侏羅紀晚期的巴基斯坦，化石發現於吉爾特爾山脈（Kirthar Mountains），只有四肢骨頭。模式種是吉爾特爾布羅希龍（B. kirthari），是在2003年由M.S. Malkani敘述、命名。

## 外部連結
- Sindh University Research Journal, vol 38 no 1 PDF of scientific paper discussing Brohisaurus
- Brohisaurus at DinoData （页面存档备份，存于）